# Kathleen Nolan
Pour les articles homonymes, voir Nolan.
Kathleen Nolan (nom de scène de Joycelyn Jones Schrum), née le 27 septembre 1933 à Saint-Louis (Missouri), est une actrice américaine (parfois créditée Kathy Nolan).

## Biographie

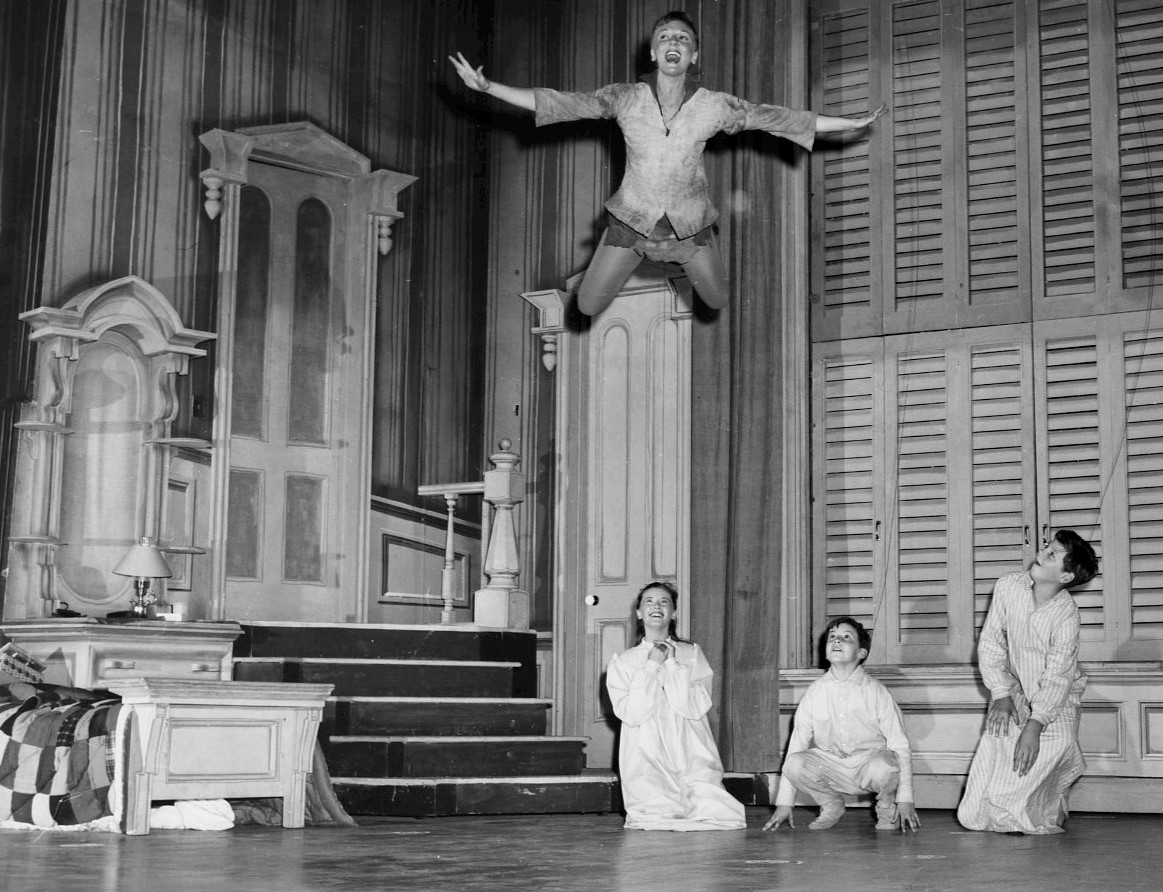
Peter Pan (Broadway, 1954-1955), avec Mary Martin (rôle-titre) au-dessus de Kathleen Nolan (Wendy).

Kathleen Nolan débute au théâtre et joue notamment à Broadway (New York) en 1954-1955 dans la comédie musicale Peter Pan, sur une musique de Mark Charlap et Jule Styne (avec Mary Martin dans le rôle-titre et Cyril Ritchard). Suit en 1967 la pièce Love in E Flat de Norman Krasna (avec Charles Lane). S'ajoutent deux autres pièces Off-Broadway en 1979 (The Days Between de Robert Anderson) et 1987 (Copperhead d'Erik Brogger, avec Campbell Scott et Dave Florek).
Au cinéma, après un premier film en 1956, ses deux suivants sortent en 1957, dont Le Shérif de fer de Sidney Salkow (avec Sterling Hayden et Constance Ford). Ultérieurement elle revient dans trois autres films américains, Limbo (en) de Mark Robson (1972, avec Katherine Justice et Kate Jackson), Amy de Vincent McEveety (1981, avec Jenny Agutter et Barry Newman) et enfin The Last Movie Star (en) d'Adam Rifkin (2017, avec Burt Reynolds et Ariel Winter). 
À la télévision américaine, elle apparaît dans quelques téléfilms, le premier diffusé en 1955 étant la comédie musicale Peter Pan précitée, filmée à Broadway pour le petit écran. Mais elle participe surtout à des séries dès 1953, dont The Real McCoys (en) (185 épisodes, 1957-1962), Suspicion (deux épisodes, 1962-1964), Drôles de dames (un épisode, 1979), Magnum (deux épisodes, 1981-1982), ou encore Ally McBeal (un épisode, 2001).

## Théâtre (sélection)
(pièces, sauf mention contraire)

### Broadway
- 1954-1955 : Peter Pan, comédie musicale, musique de Mark Charlap et Jule Styne, lyrics de Carol Leigh, Betty Comden et Adolph Green, d'après les écrits de J. M. Barrie, mise en scène et chorégraphie de Jerome Robbins : Wendy
- 1967 : Love in E Flat de Norman Krasna, mise en scène de George Seaton : Amy

### Off-Broadway
- 1979 : The Days Between de Robert Anderson : Barbara Ives
- 1987 : Copperhead d'Erik Brogger : Lucille

## Filmographie partielle

### Cinéma
- 1956 : The Desperados Are in Town de Kurt Neumann : Alice Rutherford
- 1957 : Le Shérif de fer (The Iron Sheriff) de Sidney Salkow : Kathi Walden
- 1957 : No Time to Be Young (en) de David Lowell Rich : Tina Barner Bradley
- 1972 : Limbo (en) de Mark Robson : Mary Kay Beull
- 1981 : Amy de Vincent McEveety : Helen Gibbs
- 2017 : The Last Movie Star (en) ou Dog Years d'Adam Rifkin : Claudia Schulman

### Télévision

#### Séries

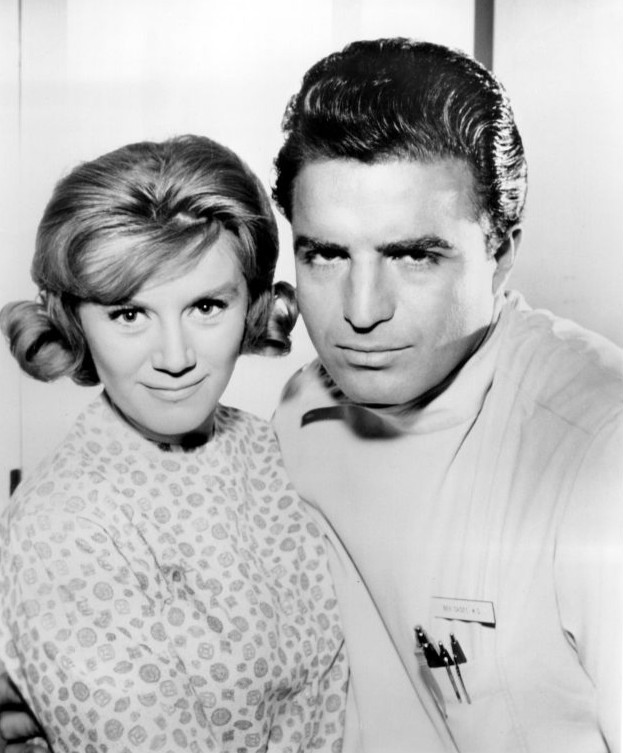
Avec Vincent Edwards, dans la série Ben Casey, épisode Hang No Hats on Dreams (1963).

- 1957 : La Flèche brisée (Broken Arrow), saison 1, épisode 14 The Rescue : Cathy Mason
- 1957-1962 : The Real McCoys (en), 185 épisodes : Kate McCoy
- 1962-1964 : Suspicion (The Alfred Hitchcock Hour)
  - Saison 1, épisode 7 Annabelle (Annabel, 1962) de Paul Henreid : Linda Brennan
  - Saison 2, épisode 21 Beast in View (1964) de Joseph M. Newman : Dorothy Johnson
- 1962-1973 : Gunsmoke ou Police des plaines (Gunsmoke ou Marshal Dillon)
  - Saison 8, épisode 2 Call Me Dodie (1962) : Dodie
  - Saison 9, épisode 23 Comanches Is Soft (1964) : Liz
  - Saison 19, épisode 12Susan Was Evil (1973) de Bernard McEveety : Nellie Stuart
- 1963 : Les Incorruptibles (The Untouchables), saison 4, épisode 17 Jazz et Mitraillettes (Blues for a Gone Goose) : Bunny Cagan
- 1963 : Ben Casey, saison 2, épisode 31 Hang No Hats on Dreams d'Irving Lerner : Gloria Flanders
- 1963 : L'Homme à la Rolls (Burke's Law), saison 1, épisode 12 Who Killed Cynthia Royal? de Charles F. Haas : Maura
- 1966 : La Grande Vallée (The Big Valley), saison 1, épisode 25 La Dernière Carte (Into the Widow's Web) de Virgil W. Vogel : Liberty
- 1966 : Ma sorcière bien-aimée (Bewitched), saison 3, épisode 5 La Fée des bois (A Most Unusual Wood Nymph) de William Asher : Gerry O'Toole
- 1971 : Les Règles du jeu (The Name of the Game), saison 3, épisode 18 Seek and Destroy de Robert Day : Laurie Reid
- 1973 : The Bold Ones: The New Doctors, saison 4, épisode 16 And Other Springs I May Not See de Frank Pierson : Carol Steadman
- 1974 : Dossiers brûlants (Kotchalk: The Night Stalker), saison unique, épisode 4 Vampires-sur-Hollywood (The Vampire) de Don Weis : Faye Kruger
- 1976 : Super Jaimie (The Bionic Woman), saison 2, épisode 8 Sœur Jaimie (Sister Jaimie) : la mère supérieure
- 1977 : 200 dollars plus les frais (The Rockford Files), saison 3, épisode 18 Jolie, mais menteuse (New Life, Old Dragons) de Jeannot Szwarc : Kathy Hartman
- 1979 : Drôles de dames (Charlie's Angels), saison 3, épisodes 17 et 18 Neige sanglante, 1re et 2e parties (Terrors on Skis, Parts I & II) de Don Chaffey : Elizabeth James
- 1981 : La croisière s'amuse (The Love Boat), saison 4, épisode 14 Bon Voyage (First Voyage, Last Voyage/April, the Ninny/The Loan Arranger) : Lauren Simmons
- 1981 : Quincy (Quincy, M.E.), saison 6, épisode 17 Sugar and Spice : Corrine O'Connor
- 1981 : L'Incroyable Hulk (The Incredible Hulk), saison 5, épisode 2 Les Deux Marraines (Two Godmothers) : Hackett
- 1981-1982 : Magnum
  - Saison 1, épisode 8 Une vie de chien (The Ugliest Dog in Hawaii, 1981) : Gloria Marston
  - Saison 2, épisode 19 Illusion et Réalité (Double Jeopardy, 1982) de Robert Totten : Myrt Callahan
- 1990 : On ne vit qu'une fois (One Life to Live), épisode non spécifié : la juge Delany
- 1991 : Arabesque (Murder, She Wrote), saison 7, épisode 17 Le Retour du père prodigue (The Prodigal Father) d'Anthony Pullen Shaw : Maxine Malloy
- 1994 : La Force du destin (All My Children), épisode non spécifié : Laurie Reid
- 1998 : Chicago Hope : La Vie à tout prix (Chicago Hope), saison 5, épisode 5 Les Cent-une Damnations (One Hundred and One Damnations) : Elizabeth Hoversten
- 2001 : Ally McBeal, saison 4, épisode 17 Du rire aux larmes (The Pursuit of Unhappiness) de Kenny Ortega : Edith Thompson
- 2003 : Preuve à l'appui (Crossing Jordan), saison 2, épisode 10 Conflits d'experts (Ockham's Razor) d'Allan Arkush : Doris Horton
- 2008 : Cold Case : Affaires classées (Cold Case), saison 6, épisode 3 Les Écoles de la liberté (Wednesday's Women) de John Finn : Kitty Doyle en 2008

#### Téléfilms
- 1972 : Wednesday Night Out de Jerry Paris
- 1973 : Amanda Fallon de Jack Laird : Carol Steadman
- 1993 : The Switch de Bobby Roth : la mère de Larry
- 1997 : Steel Chariots de Tommy Lee Wallace : Ethel Tucker